# Wolica (powiat przeworski)
Wolica – wieś w Polsce położona w województwie podkarpackim, w powiecie przeworskim, w gminie Gać.
W latach 1975–1998 miejscowość należała administracyjnie do województwa przemyskiego.
Wieś szlachecka Wolicza,  własność Konstantego Korniakta, położona była w 1589 roku w ziemi przemyskiej województwa ruskiego.

## Części wsi
| SIMC    | Nazwa         | Rodzaj    |
| ------- | ------------- | --------- |
| 0602756 | Mała Wolica   | część wsi |
| 0602762 | Wielka Wolica | część wsi |

## Historia
Nazwa miejscowości pochodzi od "wolnizny" czyli okresu zwolniena wsi od powinności feudalnych. W Księgach Grodzkich Przemyskich występuje pod tą nazwą już w połowie XVI wieku jako własność możnego rodu Starzechowskich. Po śmierci Stanisława Starzechowskiego podkomorzego lwowskiego między 1586 a 1589 rokiem wraz z całym kluczem białobockim przeszła w posiadanie Konstantego Korniakta. Prawdopodobnie w 1581 roku zmarł tu poeta Mikołaj Sęp Szarzyński.
Wolica jako przysiółek wsi Ostrów nie posiada własnej historii, dzieje jej związane były z Ostrowem. W 1880 największa posiadłość w ówczesnym przysiółku należała do Józefa Stojałowskiego.
W 1926 roku miejscowość stała się samodzielną gminą jednostkową.
Wolica sąsiaduje z Białobokami, Ostrowem, Dębowem, Mikulicami i Urzejowicami.
W Wolicy znajduje się drewniana remiza strażacka.